# Marcel Grossmann
Marcel Grossmann (9 tháng 4 năm 1878 – 7 tháng 9 năm 1936) là một nhà toán học người Hungary và là một người bạn và bạn học của Albert Einstein. Grossmann là thành viên của một gia đình Thụy Sĩ cũ từ Zürich. Cha ông quản lý một nhà máy dệt. Ông trở thành giáo sư toán học tại trường bách khoa liên bang ở Zürich, ngày nay là ETH Zürich, chuyên về hình học mô tả.

## Sự nghiệp
Năm 1900 Grossmann tốt nghiệp Trường Bách khoa Liên bang (ETH) và trở thành trợ lý cho công cụ địa lý học Wilhelm Fiedler. Ông tiếp tục nghiên cứu về hình học phi Euclide và dạy trong các trường trung học trong bảy năm tiếp theo. Năm 1902, ông lấy bằng tiến sĩ tại Đại học Zürich với luận án Ueber die metrischen Eigenschaften kollinearer Gebilde (dịch Trên các thuộc tính siêu hình của cấu trúc Collinear) với Fiedler làm cố vấn. Năm 1907, ông được bổ nhiệm làm giáo sư hình học mô tả đầy đủ tại Trường Bách khoa Liên bang.
Là giáo sư hình học, Grossmann đã tổ chức các khóa học hè cho giáo viên trung học. Năm 1910, ông trở thành một trong những người sáng lập Hội Toán học Thụy Sĩ. Ông là một diễn giả được mời của ICM năm 1912 tại Cambridge UK và năm 1920 tại Strasbourg.

### Hợp tác với Albert Einstein
Tình bạn của Albert Einstein với Grossmann bắt đầu từ những ngày đi học ở Zürich. Ghi chú bài giảng cẩn thận và đầy đủ của Grossmann tại Trường Bách khoa Liên bang đã chứng tỏ là một sự cứu rỗi cho Einstein, người đã bỏ lỡ nhiều bài giảng. Cha của Grossmann đã giúp Einstein có được công việc tại Văn phòng Bằng sáng chế Thụy Sĩ tại Bern, và chính Grossmann là người đã giúp tiến hành các cuộc đàm phán để đưa Einstein trở về từ Prague với tư cách là giáo sư vật lý tại Zürich Polytechnic. Grossmann là một chuyên gia về hình học vi phân và tính toán tenxơ; chỉ các công cụ toán học cung cấp một khung toán học thích hợp cho công việc của Einstein về trọng lực. Do đó, thật tự nhiên khi Einstein sẽ tham gia vào một sự hợp tác khoa học với Grossmann.
Chính Grossmann đã nhấn mạnh tầm quan trọng của hình học phi Euclide gọi là hình học Riemannian (cũng là hình học elip) đối với Einstein, đây là một bước cần thiết trong sự phát triển của thuyết tương đối rộng của Einstein. Cuốn sách của Abraham Pais về Einstein cho thấy Grossmann đã hướng dẫn Einstein trong lý thuyết tenxơ. Grossmann đã giới thiệu Einstein với phép tính vi phân tuyệt đối, bắt đầu bởi Christoffel và được phát triển đầy đủ bởi Ricci-Curbastro và Levi-Civita. Grossmann tạo điều kiện cho Einstein tổng hợp độc đáo về vật lý toán học và lý thuyết trong những gì ngày nay vẫn được coi là lý thuyết hấp dẫn thanh lịch và mạnh mẽ nhất: lý thuyết tương đối tổng quát. Sự hợp tác của Einstein và Grossmann đã dẫn đến một bài viết đột phá: "Phác thảo một lý thuyết tương đối tổng quát và lý thuyết hấp dẫn", được xuất bản năm 1913 và là một trong hai bài viết cơ bản tạo nên thuyết hấp dẫn của Einstein.

## Qua đời
Grossmann chết vì bệnh đa xơ cứng vào năm 1936. Cộng đồng những người theo thuyết tương đối tôn vinh những đóng góp của Grossmann cho vật lý bằng cách tổ chức các cuộc họp của Marcel Grossmann cứ sau ba năm.

## Liên quan
- Pais, Abraham (1982). Tinh tế là Chúa: khoa học và cuộc sống của Albert Einstein. Oxford: Nhà xuất bản Đại học Oxford. Mã số 0-19-853907-X.
- Einstein, A.; Grossmann, M. (1913). "Entwurf einer verallgemeinerten Relativitätstheorie und einer Theorie der Gravitation" [Phác thảo một lý thuyết tổng quát về thuyết tương đối và lý thuyết hấp dẫn]. Zeitschrift für Mathematik und Physik. 62: 225 vang261. dịch tiếng Anh
- Einstein, A.; Grossmann, M. (1914). "Kovarianzeigenschaften der Feldgleichungen der auf die verallgemeinerte Relativitätstheorie gegründeten Gravitationstheorie" [Tính chất hiệp phương của các phương trình trường của lý thuyết hấp dẫn Zeitschrift für Mathematik und Physik. 63: 215 Vang225. Mã số: 1914ZMP.... 63..215E
- Graf-Grossmann, Claudia, với T. Sauer, Marcel Grossmann: Aus Liebe zum Mathematik, Römerhof-Verlag, Zürich, 2015, ISBN 978-3-905894-32-5
- Do Robert T. Jantzen biên soạn, Kjell Rosquist, Remo Ruffini. Khoa học thế giới, 2015, trang 456-503.(https://arxiv.org/abs/1312.4068)
- Graf-Grossmann, Claudia, với T. Sauer, bản dịch tiếng Anh của William D. Brewer: "Marcel Grossmann: Vì tình yêu của Toán học ", Tiểu sử Springer, 2018, ISBN 3319900765, ISBN 978-3319900766